# Eight Days a Week
"Eight Days a Week" là một bài hát của ban nhạc The Beatles, do Paul McCartney và John Lennon sáng tác dựa trên ý tưởng ban đầu của McCartney. Bài hát được phát hành tại Vương quốc Anh tháng 12 năm 1964 trong album Beatles for Sale.Tại Mỹ, bài hát được phát hành trong tháng 2 năm 1965 như một đĩa đơn với mặt B là bài hát "I Don't Want to Spoil the Party" và trở thành bài hát đứng đầu bảng xếp hạng trong 2 tuần từ 13-20 tháng 3 năm 1965. 
Bài hát cũng đã được phát hành tại Mỹ trong tháng 6 năm 1965 trong album Beatles VI 
và tái phát hành trên toàn thế giới vào năm 2000 trên album tổng hợp của Beatles 1. WLS xếp hạng bài hát này thứ #8 trong cả năm 1965.